# Municipio de Liberty (condado de Cherokee)
El municipio de Liberty (en inglés: Liberty Township) es un municipio ubicado en el condado de Cherokee en el estado estadounidense de Iowa. En el año 2010 tenía una población de 190 habitantes y una densidad poblacional de 2,04 personas por km².

## Geografía
El municipio de Liberty se encuentra ubicado en las coordenadas 42°52′14″N 95°40′28″O / 42.87056, -95.67444. Según la Oficina del Censo de los Estados Unidos, el municipio tiene una superficie total de 93.07 km², de la cual 93,06 km² corresponden a tierra firme y (0,01 %) 0,01 km² es agua.

## Demografía
Según el censo de 2010, había 190 personas residiendo en el municipio de Liberty. La densidad de población era de 2,04 hab./km². De los 190 habitantes, el municipio de Liberty estaba compuesto por el 98,95 % blancos y el 1,05 % eran de una mezcla de razas. Del total de la población el 0 % eran hispanos o latinos de cualquier raza.